# Mary Whiton Calkins
Mary Whiton Calkins (30 de março de 1863 – 26 de fevereiro de 1930) foi uma filósofa e psicóloga americana cujo trabalho informou a teoria e a pesquisa da memória, dos sonhos e do eu. Em 1903, Calkins era a décima segunda numa lista de cinquenta psicólogos com maior mérito, escolhidos pelos seus pares. Calkins teve seu doutorado recusado pela Universidade de Harvard por causa de seu gênero.
Calkins é uma figura chave na história das mulheres psicólogas. No Wellesley College, Calkins estabeleceu o primeiro laboratório psicológico para mulheres. Ela foi a primeira mulher a completar os requisitos para um doutorado em psicologia com o apoio unânime do corpo docente de psicologia da Universidade de Harvard, embora a universidade se recusasse a concedê-lo alegando que Harvard não aceitava mulheres. Mais tarde, ela se tornou presidente da Associação Americana de Psicologia e da Associação Filosófica Americana, e foi a primeira mulher a ser presidente de ambas.
Ela ensinou psicologia e filosofia no Wellesley College por quatro décadas e conduziu pesquisas lá e na Universidade de Harvard durante a maior parte desse tempo.
Seu pensamento se inseria na tradição filosófica do personalismo idealista americano, em um monismo espiritualista. Sua distinção em relação aos outros idealistas absolutos era de que ela afirmava que o Absoluto era uma pessoa. Ela elaborou uma filosofia sobre a natureza do self, articulando o conhecimento psicológico e filosófico. Afirmou que a mente humana era apenas um tipo entre as múltiplas consciências, as quais, em última instância, estão reunidas em uma consciência universal toda-abrangente: "muitos eus podem vir a ser membros de um Eu Absoluto que tudo inclui (...) pois mesmo que os muitos eus sejam partes do Eu Único, eles manterão tanto a sua personalidade como a sua relação uns com os outros através do Absoluto".

## Biografia
Mary Whiton Calkins nasceu em 30 de março de 1863, em Hartford, Connecticut. Ela era a mais velha de oito filhos. Seus pais eram Wolcott e Charlotte Whiton Calkins. Mary era próxima de sua família. Em 1880, ela se mudou para Newton, Massachusetts com sua família para começar seus estudos e lá permaneceu pelo resto de sua vida. Sua família mudou-se de Nova Iorque para Massachusetts porque seu pai, que era ministro presbiteriano, conseguiu um novo emprego lá.
Como o pai de Mary assumiu um papel ativo na supervisão da educação dos filhos e planejou seus estudos, ela pôde matricular-se na faculdade quando concluiu o ensino médio. Em 1882, Calkins ingressou no Smith College no segundo ano. Ela estudou lá por um ano. Após a morte de sua irmã em 1883, ela tirou um ano de folga da faculdade e aprendia sozinha. Enquanto tirava folga da escola, Calkins recebeu aulas particulares na Grécia. Durante este ano, ela também deu aulas particulares a dois de seus irmãos. Ela retornou ao Smith College em 1884 para se formar em clássicos e filosofia.
Após a formatura, Calkins e sua família fizeram uma viagem de dezoito meses à Europa, e ela pôde explorar Leipzig, Itália e Grécia. Por se formar em clássicos, Calkins aproveitou as oportunidades e passou vários meses viajando e estudando grego moderno e clássicos. Quando ela voltou para Massachusetts, seu pai marcou uma entrevista com o presidente do Wellesley College, uma faculdade só para mulheres, para um trabalho de tutoria no departamento de grego. Ela trabalhou como tutora e eventualmente como professora no departamento de grego por três anos. Um professor do departamento de filosofia percebeu o excelente ensino de Calkins e ofereceu-lhe uma posição para lecionar psicologia, o que era uma novidade no currículo do departamento de filosofia. Calkins aceitou a oferta com a condição de que ela pudesse estudar psicologia por um ano.
Embora as mulheres tivessem tido mais oportunidades educacionais para frequentar e lecionar em faculdades naquela época, Calkins ainda enfrentava o sexismo na área e não tinha muitas opções para se formar em psicologia. Ela considerou programas de psicologia na Universidade de Michigan com John Dewey, na Universidade Yale com George Trumbull Ladd, na Universidade Clark com Granville Stanley Hall e na Universidade Harvard com William James. Calkins manifestou interesse em estudar em laboratório, especificação que apenas as Universidades Clark e Harvard tinham na época. Ela procurou admissão em Harvard provavelmente devido à proximidade de sua casa em Newton. Harvard não permitia que mulheres estudassem em sua instituição, mas permitiu que ela assistisse a palestras depois que seu pai e o presidente de Wellesley enviaram cartas solicitando sua admissão. Calkins decidiu fazer aulas no Harvard Attachment (predecessor do Radcliffe College), ministrado por Josiah Royce.

## Carreira
Calkins publicou quatro livros e mais de cem artigos em sua carreira, tanto nas áreas de psicologia quanto de filosofia. Calkins estava interessado na memória e mais tarde no conceito de eu (self). Ela é mais conhecida por suas realizações no campo da psicologia e por suas lutas em conquista acadêmica. Depois de ser rejeitada em Harvard, Calkins continuou a trabalhar e a lutar pela igualdade.
Em 1903, Calkins ficou em décimo segundo lugar em uma lista dos cinquenta psicólogos mais bem classificados, uma conquista que aconteceu depois que James McKeen Cattell pediu a dez psicólogos que classificassem seus colegas americanos em ordem de mérito.

### Treinamento psicológico inicial
Royce influenciou Calkins a ter aulas ministradas por William James em Harvard, tendo homens como colegas. No entanto, o presidente de Harvard, Charles William Eliot, opôs-se à ideia de uma mulher aprender na mesma sala que um homem. Com pressão de James e Royce, junto com uma petição do pai de Calkins, Eliot permitiu que ela estudasse nas aulas, com a condição de que ela fosse uma convidada, e não uma aluna matriculada.
Calkins começou seu estudo sério de psicologia com William James, logo após o renomado livro deste, Os Princípios da Psicologia, ter sido impresso em 1890. Calkins considera muito uma de suas primeiras experiências com James em sua autobiografia, afirmando:

"o que ganhei com a página escrita, e ainda mais com a discussão cara a cara, foi, parece-me, ao olhar para trás, além de tudo o mais, um senso vívido da concretude da psicologia e da realidade imediata de “mentes individuais finitas” com os seus “pensamentos e sentimentos”."
Embora Calkins tenha ficado muito impressionada com as filosofias de James e ele a tenha iniciado no campo da psicologia, James não era um experimentalista, e essa era mais a área de interesse de Calkins. No entanto, ela afirma que, em última análise, foram as doutrinas de James sobre os sentimentos transitivos de relação, os sentimentos de e, se, e mas, e o conceito de consciência como tendendo à "forma pessoal", que poderiam ter sido o que deu início ao principal interesse dela pelo self.
Enquanto estudava com James, Calkins primeiro sugeriu a atenção como tópico para um de seus artigos, no entanto, ela disse que James desaprovou isso porque estava cansado do assunto. Seu tema de associação foi escolhido arbitrariamente e tornou-se um dos maiores interesses de sua carreira psicológica.

### Psicologia experimental
Após seu treinamento com James, Calkins trabalhou ao lado de Edmund Sanford, da Clark University, que mais tarde a ajudou na criação do primeiro laboratório de psicologia administrado por mulheres no Wellesley College. Sanford treinou Calkins em procedimentos laboratoriais experimentais, bem como ajudou na criação e montagem de vários instrumentos de laboratório para o laboratório psicológico de Wellesley.
Quando Calkins foi orientada por Sanford, ela foi autorizada a conduzir um projeto de pesquisa que envolvia o estudo dos conteúdos de Sanford e de seus próprios sonhos registrados por ela ao longo de um período de sete semanas, em 1891. Ela registrou 205 sonhos, e Sanford, 170. Eles acordavam usando despertadores em diferentes horários da noite e registravam seus sonhos no instante em que acordavam. Eles dormiam com um bloco de notas ao lado da cama para permitir anotações dos sonhos o mais rápido possível. Todas as manhãs, ambos estudavam todos os registros, independentemente de parecerem insignificantes e triviais ou significativos. Também levaram em conta os diferentes tipos de sonhos e descobriram elementos de diversas emoções.
Como parte do projeto, também foi considerada a relação do sonho com a vida consciente e desperta, distinguindo os indivíduos e lugares em suas experiências oníricas. Calkins explica em sua autobiografia que o sonho "apenas reproduz em geral as pessoas e lugares de percepção sensorial recente e raramente é associado àquilo que é de suma importância na experiência de vigília". Calkins e Sanford abordam a perda de identidade nos sonhos como "não uma perda, mas uma mudança ou uma duplicação da consciência do eu... mas o tempo todo a pessoa está consciente de que foi ela mesma quem mudou ou cuja identidade foi duplicada".
A pesquisa de Calkins foi citada por Sigmund Freud quando ele criou sua concepção de elaboração onírica. Ela também afirmou, depois, que os freudianos da época estavam "superficialmente preocupados com o 'conteúdo manifesto' dos sonhos". Os resultados de um estudo recente realizado por Montangero e Cavallero (2015) sugerem que os eventos consecutivos dos sonhos dos seus participantes raramente eram plausíveis e muitas vezes pareciam não ter relação entre si. Isto sugere que os sonhos têm pouco significado oculto e apoia as descobertas do estudo original dos sonhos de Calkin.

#### Laboratório psicológico e cursos em Wellesley
Em 1891, Calkins retornou a Wellesley como instrutora de psicologia no departamento de filosofia. 12 anos após o primeiro laboratório de psicologia ter sido estabelecido por Wilhelm Wundt em Leipzig, Alemanha, Calkins estabeleceu o primeiro laboratório de psicologia fundado por uma mulher em 1891, e o primeiro laboratório a ser estabelecido em uma faculdade para mulheres. Seu laboratório foi financiado por US$ 200, enquanto todos os outros laboratórios eram financiados por US$ 800 ou mais. Calkins construiu muitos dos aparelhos em locais próximos. Seu laboratório ficava no sótão do quinto andar do College Hall, no Wellesley College. Depois que o laboratório foi estabelecido, ele rapidamente ganhou popularidade; seu primeiro curso de "psicologia abordada do ponto de vista fisiológico" rendeu mais de cinquenta alunas. Essas alunas foram instruídos em algumas áreas da psicologia e conduziram experimentos em assuntos como sensação e associação.
Em 1914, um incêndio eclodiu possivelmente em um laboratório de zoologia próximo, que queimou o laboratório de Calkins, entre outros, e destruiu o College Hall. Nenhum aluno ou instrutor ficou ferido no incêndio, mas o primeiro laboratório de psicologia criado por uma mulher foi destruído. Ele foi reconstruído e Eleanor Gamble mais tarde sucedeu Calkins na administração dele.

### Formação adicional
Quando Calkins começou a fazer planos para aprofundar sua educação em psicologia, o conselho de Sanford a desencorajou de escolas como Johns Hopkins e Clark, sugerindo que não era provável que admitissem mulheres como estudantes, assim como sua experiência em Harvard. Sanford encorajou Calkins a explorar programas na Europa, inferindo que Hugo Münsterberg admitia estudantes do sexo feminino no seu laboratório em Freiburg, Alemanha (depois de ver uma fotografia de Münsterberg no seu laboratório com uma mulher). Depois de expressar a James seu desejo de trabalhar com Münsterberg, ela soube por ele que Münsterberg logo iria trabalhar em Harvard.
Nos três anos em que Calkins estudou com Münsterberg, vários de seus artigos foram publicados, incluindo pesquisas que ela conduziu com Sanford sobre sonhos e seu primeiro artigo sobre associação. Em sua autobiografia, ela descreve Münsterberg como "um homem de profundo aprendizado, grande originalidade e versatilidade surpreendente".
Outro trabalho com Münsterberg incluiu o estudo dos sonhos. Hugo começaria treinando-a nos detalhes dos experimentos de laboratório, apresentando-lhe um problema de pesquisa baseado nos registros que os dois haviam feito de seus sonhos durante várias semanas. Durante essas semanas, eles acordavam com despertadores em horários diferentes da noite, registravam seus sonhos e depois os estudavam intensamente. A conclusão a que chegaram foi que os sonhos nada mais eram do que reproduções de "pessoas, lugares e eventos de percepção sensorial recente". 
A discriminação que ela sofreu devido ao seu sexo também foi ilustrada em episódios anteriores. Em sua autobiografia, Calkins relembra uma data em que, como membro do comitê executivo da Associação Americana de Psicologia, Munsterberg e seus alunos, incluindo Calkins, compareceriam a um almoço do Comitê no Harvard Union. O garçom ali, porém, protestou contra a entrada do grupo afirmando que "nenhuma mulher poderia pisar no salão principal; nem era possível admitir tantos homens, equilibrados apenas por uma mulher, no refeitório feminino". Embora pareça que Calkins teve uma luta constante como mulher em sua área, ela expressou em sua autobiografia sua gratidão pelos indivíduos que não a discriminaram. As "boas-vindas amigáveis, camaradas e refrescantemente prosaicas" que ela recebeu dos homens que trabalhavam no laboratório de Munsterberg como assistentes e estudantes são descritas em seu livro com grande apreço. Ela também expressou sua gratidão a Munsterberg, que "abriu as portas do Laboratório" para ela sem hesitação.

#### Pesquisa de doutorado
Durante esse período, Calkins também estudou a memória, levando à invenção do método do associado certo, agora conhecido como técnica de associações emparelhadas. Calkins explica em sua autobiografia que "ao mostrar séries de cores emparelhadas com numerais, descobri que um numeral que apareceu repetidamente em conjunto com uma determinada cor era mais provável de ser lembrado do que um numeral de cores vivas ou do que o último numeral emparelhado com a cor, no reaparecimento da cor dada".
Uma série de experimentos de Calkins sob a orientação de Hugo Münsterberg, realizados entre 1894 e 1896, preocupou-se com o conceito de recência no que se refere à capacidade de uma pessoa de lembrar algo. Sua técnica de pares associados mostrou que a recência cede à vivacidade, e tanto a vivacidade quanto a recência cedem à frequência. Seu método consistia em mostrar uma série de cores emparelhadas com numerais, seguida de testes para lembrar os números quando as cores com as quais eles estavam anteriormente emparelhados piscassem novamente. As descobertas de seu estudo revelaram que os números combinados com cores brilhantes foram retidos melhor do que aqueles associados a cores neutras. No entanto, o principal fator que influenciava a memória não era a cor, mas a frequência da exposição.
Calkins descreveu o método técnico de memorização que ela usou, conhecido como "associações pareadas", como ainda mais significativo do que os resultados do experimento. A fórmula em que um estímulo é apresentado a um sujeito e solicitado a fornecer a resposta apropriada tornou-se uma ferramenta padrão para estudar a aprendizagem humana. Embora Georg Elias Müller tenha criticado seu método, ele o refinou e adotou, chamando-o de Treffermethode (lit.  "método de acerto") e tem sido amplamente utilizado desde então. Edward B. Titchener incluiu sua pesquisa em seu Manual do Aluno e, em sua autobiografia, Calkins se refere ao professor Kline que selecionou o método de pares associados para seu livro, Psychology By Experiment. A técnica de pares associados também foi incluída em livros de psicologia publicados por Herrnstein e Boring. Embora a técnica dos pares associados seja considerada uma das maiores contribuições de Calkins para a psicologia, a própria Calkins não atribuiu muita importância a este trabalho.
Sugere-se que, apesar de Calkins muitas vezes minimizar as implicações de sua pesquisa para a memória, seus escritos "constituem um legado verdadeiramente notável... [eles] representam fenômenos importantes, básicos e replicáveis que são fundamentalmente importantes".
Seu estudo sobre a aprendizagem de pares associados sob Münsterberg constituiu sua dissertação de doutorado, publicada em 1896. Harvard recusou-se a aprovar a recomendação unânime do Departamento de Filosofia e Psicologia para conceder a Calkins seu doutorado. Eliot acreditava fortemente que os dois sexos deveriam ser educados separadamente e, embora tenha permitido que Calkins fosse uma "convidada", ele e o resto do conselho recusaram-se a conceder-lhe o diploma. Calkins havia cumprido todos os requisitos para o doutorado, incluindo passar nos exames e concluir uma dissertação, e todos os seus professores de Harvard a recomendaram para o diploma. No entanto, apenas devido ao seu sexo, foi-lhe negada a honra de um diploma conferido. James ficou surpreso e descreveu seu desempenho como "o exame mais brilhante para o doutorado que já tivemos em Harvard".
Embora a qualificação nunca tenha sido conferida oficialmente, Calkins foi a primeira mulher a passar pelos requerimentos de um grau de doutorado em psicologia nos EUA (porém aquela que primeiro acabou obtendo o diploma reconhecido foi Margaret Floy Washburn, em 1894).
O exemplo mais notável de justiça social para as mulheres de Calkins foi a rejeição de um doutorado em Radcliffe, uma faculdade para mulheres em associação com Harvard. Em 1902, Radcliffe ofereceu doutorado a Calkins e três outras mulheres que haviam concluído seus estudos em Harvard, mas que não obtiveram doutorado devido ao seu gênero. As outras três mulheres aceitaram o diploma, e Munsterberg pediu a Calkins que ela também aceitasse, alegando que um PhD de Radcliffe tinha o mesmo peso que um PhD de Harvard. Calkins rejeitou a oferta de Radcliffe, afirmando em uma carta ao conselho da Radcliffe:

"Admiro sinceramente a erudição das três mulheres a quem será concedido e ficaria muito feliz em ter aulas com elas. Além disso, penso que é altamente provável que o grau de Radcliffe seja considerado, em geral, como o equivalente prático do grau de Harvard e, finalmente, eu ficaria feliz em possuir o grau de doutoramento, pois ocasionalmente considero a falta dele um inconveniente, e agora que o diploma de Radcliffe é oferecido, duvido que o diploma de Harvard algum dia seja aberto às mulheres.

Por outro lado, ainda acredito que os melhores ideais de educação seriam mais bem atendidos se o Radcliffe College se recusasse a conferir o título de doutor. Você perceberá rapidamente que, mantendo essa convicção, não posso corretamente seguir o caminho mais fácil de aceitar o diploma."— Mary Whiton Calkins conforme citada em Furumoto, 1980, p. 66, via Psychology's Feminist Voices, "Profile: Mary Whiton Calkins".
Apesar das petições em andamento, a partir de 2015 a Universidade de Harvard continua a se recusar a conceder-lhe postumamente o título de doutor.

### Trabalho posterior
Concluída sua educação suplementar, ela retornou a Wellesley em 1895 como professora associada de psicologia. Dois anos após seu retorno, tornou-se professora de psicologia e filosofia. Esse acréscimo permitiu que ela voltasse às palestras sobre os clássicos e o grego. Seu trabalho experimental continuou durante todo esse tempo.
O primeiro livro de Calkins, An Introduction to Psychology, foi publicado em 1901. The Persistent Problems of Philosophy (1907) e The Good Man and The Good (1918) foram duas publicações nas quais ela expressou suas opiniões filosóficas.
Em 1905 ela foi eleita presidente da American Psychological Association e da American Philosophical Association em 1918. Ela foi a primeira mulher a ocupar um cargo em ambas as sociedades. Ela recebeu um doutoramento honorário em Letras em 1909 pela Universidade de Columbia e um Doutorado em Direito em 1910 pelo Smith College. Ela também foi a primeira mulher eleita membro honorário da British Psychological Association.
O último artigo que Calkins publicou foi "Contra o Behaviorismo" (Against Behaviorism), em 1930.

#### O eu
Uma de suas contribuições para a psicologia foi seu sistema de psicologia do self. A partir de 1900, Calkins começou a publicar uma série de artigos nos quais descrevia a psicologia como uma "ciência do self" – esta seria uma premissa para o desenvolvimento de seu sistema de psicologia do self. Ela passou muitos anos tentando definir a ideia de si mesmo, mas concluiu que não poderia de forma alguma defini-la. Ela afirmou que embora o eu fosse indefinível, era "uma totalidade, um de muitos personagens... um ser único no sentido de que eu sou eu e você é você..."
Numa época em que existiam várias escolas de pensamento, Calkins estabeleceu a escola de psicologia do self. Isso se tornou bastante impopular e controverso, pois muitos psicólogos não achavam que o eu ou a alma fossem relevantes. Na época, as principais escolas de psicologia eram o estruturalismo e o funcionalismo, bastante competitivas entre si; as declarações feitas por uma escola poderiam esperar uma forte refutação da outra. A psicologia do self foi influenciada pela teoria de William James da ideia de eus múltiplos (incluindo o eu material, o eu social e o eu espiritual), e um interesse particular a Calkins foi a teoria de Josiah Royce de que os humanos se definem por meio da comunicação interpessoal. Filosoficamente, ela adotava um idealismo personalista; contra o conceito de J. M. E. McTaggart de que nenhuma pessoa pode ser parte de outra pessoa, Calkins afirmava que isso é possível, argumentando que o transtorno de múltiplas personalidades poderia indicar a presença de vários eus e também que cada pessoa pensa nos seus eus passados como não idênticos ao atual, porém que mesmo assim não são distintos do próprio eu; ela afirmava que as pessoas são parte da Pessoa Absoluta, infinita e fonte da vontade universal, o que fundamenta sua metafísica.
Ela passou muito tempo trabalhando com o sistema de psicologia do self, examinando criticamente o self tanto do ponto de vista filosófico quanto psicológico. Ao longo de seus muitos anos de estudo, Calkins escreveu muitos livros e artigos sobre o tema da psicologia do eu. Ao longo dos anos que passou trabalhando no sistema, ele se tornou amplamente impopular, razão pela qual ela é menos lembrada por seu trabalho relacionado a ele. Apesar de sua falta de apreciação, Calkin recusou-se a perder o interesse pelo assunto, que é descrito como "a ciência dos seres conscientes". Ao estudar a psicologia do self, ela foi capaz de formar descrições do eu, como o eu que permanece o mesmo, o eu que mudou, o eu único e algumas outras descrições. Ela continuaria discutindo a psicologia do eu durante toda a sua carreira, mencionando-a em alguns de seus livros, um dos quais é A First Book in Psychology.
Seu raciocínio para a psicologia do self ser tão impopular era a noção de que "alguém está tão constantemente consciente de si mesmo que pode compreensivelmente ignorá-lo ao relatar uma experiência sensacional", e acrescentando que isso levou a uma falta de referência ao eu em estudos introspectivos. Ela também sugeriu que o sistema não foi bem aceito por colegas psicólogos ou cientistas, sendo um dos motivos a confusão sobre a relação do eu com a alma, que ela discute em seu artigo, "O caso do eu contra a alma", em 1917. Neste artigo ela explica que nossa alma deve ser considerada a própria vida. Ela recorreria a argumentos teóricos para promover seu sistema, observando seu papel organizador dentro da psicologia. Calkins definiu os três conceitos básicos da psicologia do self como sendo o sujeito, o objeto e a relação entre o sujeito e o objeto. Calkins distinguiu a psicologia do self das escolas predominantes de atomismo, behaviorismo, psicologia da Gestalt e personalismo psicofísico, embora ainda sustentasse que a psicologia do self poderia incorporar os princípios centrais defendidos por essas escolas.
Calkins considerou sua psicologia do eu uma forma de psicologia introspeccionista, envolvendo o exame da própria experiência mental. Ela acreditava que fazer alguém pensar introspectivamente poderia ajudar em vários aspectos de sua vida, incluindo religião, moral e vários outros aspectos da mente que de outra forma não seriam pensados. A psicologia introspeccionista era composta por duas escolas: a impersonalista, que negava o "eu" em sua definição de psicologia, e a personalista, que definia a psicologia como o estudo da consciência, do funcionamento e das experiências dos eus. A convicção de Calkins era que um laboratório era essencial para um ensino adequado em psicologia. Calkins afirmou que a psicologia do self poderia ser investigada experimentalmente, mas não se envolveu pessoalmente em experimentos de laboratório relacionados a ela. Calkins desejava que sua escola de psicologia do self fosse uma teoria sobre a qual funcionalistas e estruturalistas pudessem encontrar um terreno comum.
A psicologia do self de Calkins não viveu sem críticas de colegas psicólogos da época. James Angell, um dos fundadores do funcionalismo, se opôs à negligência de Calkins em relação ao corpo como parte do eu. Seguindo o discurso presidencial de Calkins (da Associação Americana de Psicologia), onde Calkins delineou publicamente a psicologia do self, ele afirma: "Tal como a psicologia funcional que tenho apresentado seria inteiramente conciliável com a 'psicologia dos selfs' da senhorita Calkins... se não fosse por seu extremo conservadorismo científico ao se recusar a permitir que o eu tivesse um corpo... O verdadeiro eu psicológico, como eu o entendo, é puro espírito desencarnado - uma coisa admirável de boa ancestralidade religiosa e filosófica, mas certamente não a coisa diante da qual a psicologia tem qualquer obrigação de saber". Isto foi escrito apesar de sua imprecisão; Calkins de fato deixou um espaço considerável para o corpo em seu discurso, levando em consideração os processos sensório-motores e os fenômenos fisiológicos, porém, ela não considerou o corpo como um "fato básico" essencial da psicologia.

## Vida pessoal
Fora de suas contribuições ao campo da psicologia, Calkins foi uma ávida defensora dos direitos das mulheres. Calkins era uma sufragista, ativa na luta pelo direito das mulheres ao voto, disputando que "num país democrático, governado como é pelo sufrágio dos seus cidadãos, e entregue como é ao princípio e à prática de educar as mulheres, uma distinção baseada na diferença de sexo é artificial e ilógica". Calkins era uma pacifista e membro da União Americana pelas Liberdades Civis. Enquanto trabalhava em Wellesley na época da Primeira Guerra Mundial, uma colega de Calkins foi demitida por defender opiniões pacifistas. Calkins ofereceu sua renúncia, afirmando que ela tinha as mesmas opiniões de seu colega que foi demitido, mas sua renúncia de Wellesley não foi aceita pelo presidente ou pelo conselho.
Como pode ser visto em seus escritos, embora ela estivesse muito grata pelas pessoas que a aceitavam, ela não guardava ressentimentos contra aqueles que não a aceitavam. Por exemplo, em vez de expressar desdém para com o conselho de Harvard por não aceitar a sua candidatura a um diploma, ela transmitiu o seu apreço a Harvard por lhe permitir participar nos cursos, realizar pesquisas com os seus professores e trabalhar com indivíduos como James, Sanford e Munsterberg. Ela também menciona a assistência de figuras como Robert MacDougall e vários outros que passaram anos com ela como seus mecânicos, subordinados, conselheiros e até amigos. Além disso, quando ocorreu o episódio da recusa do garçom em sua admissão, ela afirmou em sua autobiografia que "ele insistiu corretamente contra sua admissão".
Calkins serviu como membro do corpo docente do Wellesley College por quarenta anos, até se aposentar em 1929. Calkins morreu em 1930 depois de escrever quatro livros e mais de cem artigos divididos igualmente entre os campos da psicologia e da filosofia.

## Publicações

### Livros
- 1888: Sharing the Profits, Ginn & Company.
- 1896: Association: An Essay Analytic and Experimental, Macmillan
- 1901: An Introduction to Psychology, The Macmillan Company.
- 1907: The Persistent Problems of Philosophy: An Introduction to Metaphysics Through the Study of Modern Systems, The Macmillan Company.
- 1909: A First Book in Psychology, The Macmillan Company
- 1918: The Good Man and the Good, The Macmillan Company